# 538 Friederike
538 Friederike је астероид главног астероидног појаса са пречником од приближно 72,49 km.
Афел астероида је на удаљености од 3,684 астрономских јединица (АЈ) од Сунца, а перихел на 2,642 АЈ.
Ексцентрицитет орбите износи 0,164, инклинација (нагиб) орбите у односу на раван еклиптике 6,504 степени, а орбитални период износи 2054,886 дана (5,625 година).
Апсолутна магнитуда астероида је 9,30 а геометријски албедо 0,064.
Астероид је откривен 18. јула 1904. године.